# الإسلام في رومانيا
الإسلام في رومانيا تبلغ نسبة المسلمين من إجمالي سكان رومانيا 0.3% (2002)، ويتميز المجتمع المسلم بعراقته في البلاد، إذ وجد فيها منذ 700 سنة في دبروجة الشمالية، وهي منطقة على ساحل البحر الأسود كانت جزءاً من الدولة العثمانية لما يقرب خمسة قرون (1420-1878).
عرقياً، ينتمي معظم معتنقي الإسلام في الوقت الحاضر إلى التتار والأعراق التركية، وهم في معظمهم من أتباع المذهب السني. الدين الإسلامي هو واحدٌ من 16 ديانة اعترفت بها الحكومة الرومانية.
تاريخياً، دخل الإسلام رومانية للمرَّة الأولى على يد المتصوِّف صاري صالتق خلال عصر الإمبراطورية البيزنطية. وقد توسَّع الوجود الإسلامي في رومانيا لاحقاً –وتحديداً ضمن دبروجة الشمالية– ؛ بسبب هجرات العثمانيّين المتتالية إليها، إلا أنَّ هذه الهجرات بدأت بالانخفاض باستمرارٍ منذ أواخر القرن التاسع عشر.
بعدما أصبحت دبروجة الشمالية جزءاً من رومانيا في أعقاب الحرب الروسية العثمانية (1877-1878)، حافظَ مجتمعها على شيءٍ من الحكم الذاتي وقدرٍ من الحريات، إلا أنَّ هذا الأمر قد تغير في ظلّ النظام الشيوعي، فأصبح المسلمون الرومان يخضعون لقدرٍ من الرَّقابة من قبل الدولة، ولم يتحرُّروا من هذه التضييقات حتى الثورة الرومانية في 1989.
يتولَّى توجيه المسلمين بالبلاد اليوم «مفتي الدين الإسلامي في رومانيا» (بالرومانية: Muftiyatul Cultului Musulman din România)‏.

## السكان

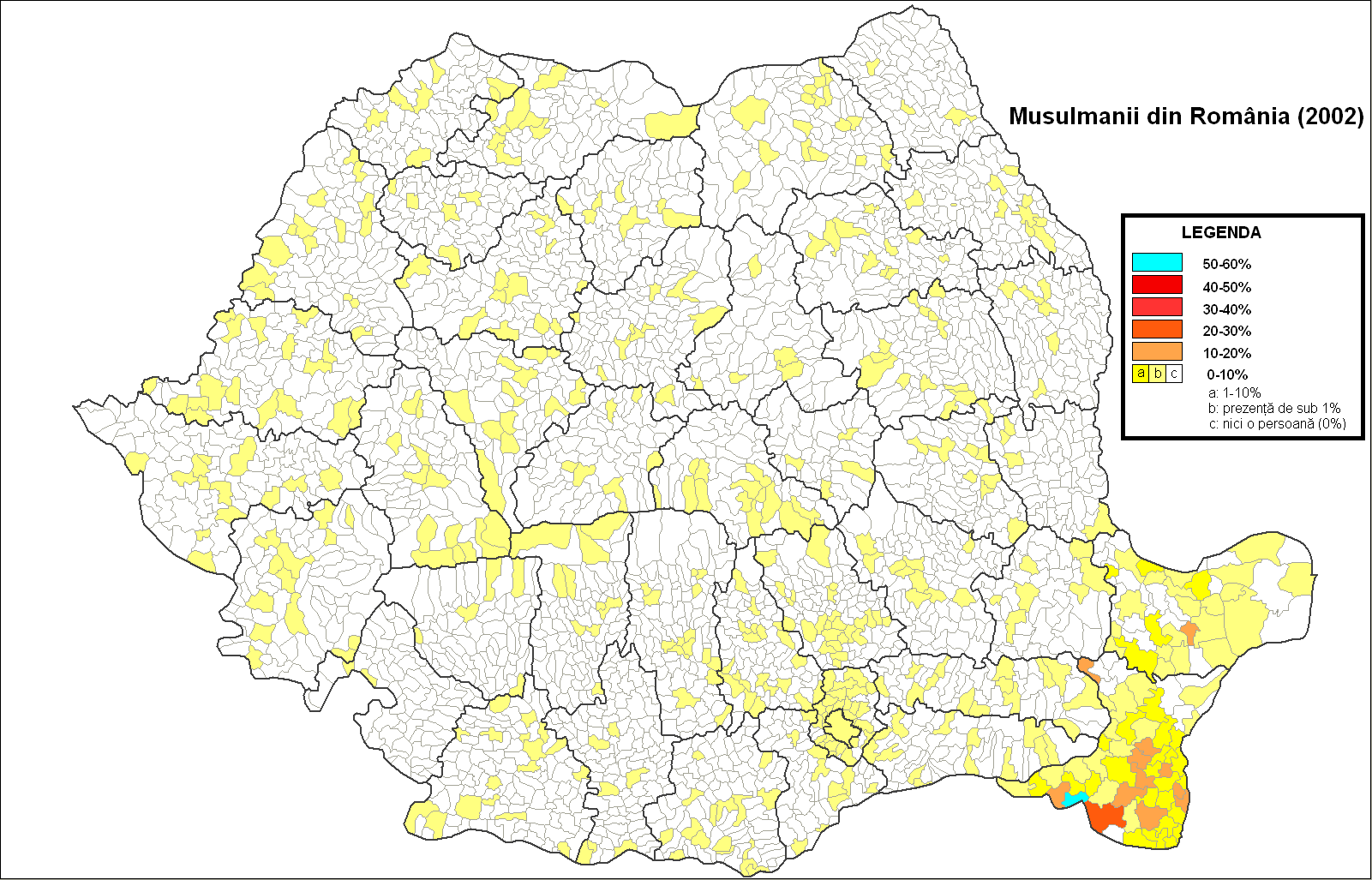
توزيع المسلمين في مقاطعات رومانيا (إحصاء عام 2002).

وفقاً لإحصاء عام 2002 السكاني، بلغ عدد المسلمين في رومانيا 67,566 نسمة، أي ما يعادل 0,3% من إجماليّ سكان البلاد. الغالبية العظمى من المسلمين في رومانيا من أهل السنة والجماعة، الذين يتبعون المذهب الحنفي. عرقيًا، غالبية المسلمين من التتار (تتار القرم وعددٍ من النوغياس)، والأتراك، بالإضافة إلى المسلمين الرومان (حوالي 15,000 نسمة وفقاً للتقديرات)، وكذلك الألبان (ما يصل إلى 3,000)، وجماعاتٍ من المهاجرين من الشرق الأوسط والعالم العربي. يُطلَق على الأقلية المسلمة من الرومان أيضاً اسم «الرومان الأتراك». من ناحية العادات والتقاليد، يعتبر هؤلاء أقلَّ تديناً من أتباع المجتمعات الإسلامية الأخرى، وثقافتهم هي مزيجٌ من التقاليد الإسلامية والأعراف الاجتماعية الغجرية.
يعيش 97% من مسلمي رومانيا في دبروجة (بالتحديد، يقيم 85% منهم في مدينة كونستانتسا، و12% في مدينة تولتشيا). والباقون موزَّعون على مدن عدَّة، مثل: بوخارست (العاصمة)، وبرايلا، وغالاتس، وكالاراش، وجورجيو، ودروبيتا تورنو سيفيرين.
| السنة | الأتراك        | التتار         |
| ----- | -------------- | -------------- |
| 1880  | 18.624 (13%)   | 29.476 (21%)   |
| 1899  | 12.146 (4%)    | 28.670 (11%)   |
| 1913  | 20.092 (5,3%)  | 21.350 (5,6%)  |
| 1930  | 21.748 (5%)    | 15.546 (3,6%)  |
| 1956  | 11.994 (2%)    | 20.239 (3,4%)  |
| 1966  | 16.209 (2,3%)  | 21.939 (3,1%)  |
| 1977  | 21.666 (2,5%)  | 22.875 (2,65%) |
| 1992  | 27.685 (2,7%)  | 24.185 (2,4%)  |
| 2002  | 27.643 (2,85%) | 23.404 (2,4%)  |

## التاريخ
دخل الإسلام إلى رومانيا على أيدي القوات العثمانية، التي فتحتِ المنطقة سنة 1262م بقيادة الأمير عز الدين. كانت البداية بفتح إقليم دبروجة، ثم تبعت الفتح حملاتٌ أخرى بقيادة الأمير صاري صالتق، وعسكر هذا بجيشه بالقرب من مدينة باباداغ. وكانت هذه الجيوش العثمانية الفاتحة هي النواة التي تشكَّل منها المجتمع الإسلامي برومانيا. تركت الجيوش العثمانية الكثير من الآثار في البلاد، خصوصاً على صعيد التراث العسكريّ كالقلاع والحصون، إضافةً إلى المساجد، ومن أشهرها مسجد باباداغ الذي بُنِي سنة 1552م.
بالعودة إلى العلاقات التاريخية التركية الرومانية، لا بُدَّ من القول بأن هؤلاء المسلمين سبَّبوا انقساماً في المجتمع الرومانيّ بين أتباع البابوية ومعتنقي الدين الجديد، على غرار ما حصل في البوسنة والهرسك وألبانيا وبلغاريا. في بالتشيك، كانت في حاشية الملكة ماريا نساءٌ تركيَّات كانت متعلِّقةً بهن. وقد أثبت مسلمو رومانيا إخلاصهم للدولة، إذ لم يساهموا في دعم الحزب الشيوعي المُموَّل من قبل موسكو الذي ظهر بين الحربين العالميَّتين، والذي اصطفَّ بدوره مع الأقليات بهدف تفكيك رومانيا.[بحاجة لمصدر]

### الدخول
وصلت أولى الموجات الكبيرة من المسلمين إلى رومانيا مع الكومان والبشنغس، وهم قبيتلان تركيَّتان هاجرتا من وسط آسيا إلى أوروبا في العصور الوسطى. ففي عام 1061، بسط البشنغس سيطرتهم على الأفلاق والبغدان، وكانت بينهم آنذاك أقليَّة من المسلمين، كما كان هناك مسلمون أيضاً بين الكومان، الذي خضعوا لسيطرة البشنغس في عام 1171، وبذلك استقرَّ أول المسلمين في رومانيا.
في منطقة البلقان، كان الكومان على اتّصالٍ مع جميع الكيانات والدويلات شرق الأوروبية آنذاك للتحالف معها ضدَّ مملكة المجر، وتحالفوا كذلك مع البلغار وبعض الدويلات الأخرى ضد الإمبراطورية البيزنطية. وفيما أنَّ الكومان الذين بقوا في براري وسط آسيا (جنوب غرب روسيا حالياً) انضمُّوا إلى خانات القبيلة الذهبية، فقد اختار أحفادهم الانضمام إلى السكان المحليّين التتار. أنشأ الكومان الذين بقوا شرق وجنوب جبال الكاربات دولةً عُرِفَت باسم مقاطعة كومانيا (Cumania)، في منطقة تضمُّ أجزاءً من البغدان والأفلاق.
بدأت الدعوة الإسلامية في رومانيا بجهودٍ فرديَّة. وكان معظم الدعاة من الأتراك النازحين من وسط آسيا، وكان أول من استقرَّ في المنطقة من ملوك المسلمينَ أميرانِ من أمراء السلاجقة، يُدعيان عز الدين وسارو سلطين، وكان ذلك سنة 661 هـ (1262م)، وأقام هذان الأميران مع جيوشهما في بلدة باباداغ وباشرا الدعوة للإسلام في المنطقة الساحلية الشرقية من رومانيا. وظلَّت الدعوة الإسلامية قائمةً على جهود الأفراد الدُّعاة مدة قرنين من الزمان، هاجر خلالها العديد من الأتراك المسلمين إلى ما يُعرَف حالياً باسم رومانيا. في سنة 814 هـ (1411م) استولى العثمانيون على منطقة دبروجة المطلَّة على ساحل البحر الأسود، ثم فتحوا إقليم الأفلاق في سنة 819 هـ (1416م)، وأخيراً ترانسيلفانيا. وهكذا أصبحت الأراضي الرومانية تحت النفوذ العثماني، وذلك في حركة توسُّعية شملت أيضاً البلقان وما يجاورها.
أخذ الإسلام ينتشر بين سكان المناطق المفتوحة في معظم شرق أوروبا، وتحوَّلت أسرٌ وقرى ومدنٌ بأكملها إلى الإسلام، ونتيجة حرية العقيدة، فضَّلت شعوب هذه المنطقة الخضوع لحكم الأتراك على الخضوع لحكم المسيحين، فقد وجد أهل ترانسيلفانيا الحكم العثماني أفضل من الخضوع لحكم أسرة هابسبورغ المسيحية المتطرّفة، وكذلك كان أهل المجر. إلا أنَّ المسلمين تعرَّضوا بعد الحرب العالمية الأولى للاضطهاد، فهاجر الآلاف منهم إلى تركيا، وحصلت موجة هجرةٍ أخرى في أعقاب الحرب العالمية الثانية بعد استيلاء الشيوعيّين على الحكم برومانيا، واستيلاء روسيا وبلغاريا على أجزاء من البلاد. اليوم، يتكوَّن المسلمون في رومانيا عرقياً من الأتراك والغجر والتتار، ويُقدَّر عددهم بحوالي 70 ألف نسمة حسب إحصاء عام 2002. ويوجد المسلمون في شرقي رومانيا بمنطقة دبروجة على ساحل البحر الأسود، وتحديداً في محافظتي كونستانتسا وتولتشا، وكذلك في العاصمة بوخارست. وتحمل بعض المدن الرومانيَّة أسماءً إسلامية، مثل مدينة المجيدية والمحمودية في جنوب شرق رومانيا على البحر الأسود، وباباداغ في الشرق.
قبل وبعد سقوط القبيلة الذهبية، استفاد مسلمو دبروجة - مثل تتار القرم - من التأثيرات الثقافية لحكم هذه القبيلة، حيث أن اللغة القفجاقية ظلَّت اللغة الدَّارجة في المنطقة. توسَّع الحكم العثماني لرومانيا في عهدي السُّلطانين بايزيد الأول ومحمد الأول العثماني، الذين عملا على تقوية النفوذ العثماني في المنطقة، وأُلحِقَت دبروجة آنذاك ببكلربكية الروملي.
تقع بعض أقدم المدارس الإسلامية في دبروجة الرومانيَّة ببلدة باباداغ، حيث بُنِيَت هناك بأمرٍ من السلطان العثماني بايزيد الثاني في عام 1484، ونُقِلَت لاحقاً إلى مجيدية عام 1503. ابتداءً من الفترة ذاتها، استقرَّت مجموعاتٌ من الغز والتتار القادمين من الأناضول في دبروجة على فتراتٍ زمنيَّة متفاوتة. وفي عام 1525، انتقلت مجموعةٌ كبيرةٌ من الغز والتتار في المدن الساحلية، مثل سامسون وسينوب وباباداغ. كما أمر بايزيد بإعادة توطين التتار الفولغا في شمال دبروجة، فاختلط المسلمون أكثر بالسكَّان نتيجةً لذلك.

### في الأفلاق والبغدان أواخر العصور الوسطى

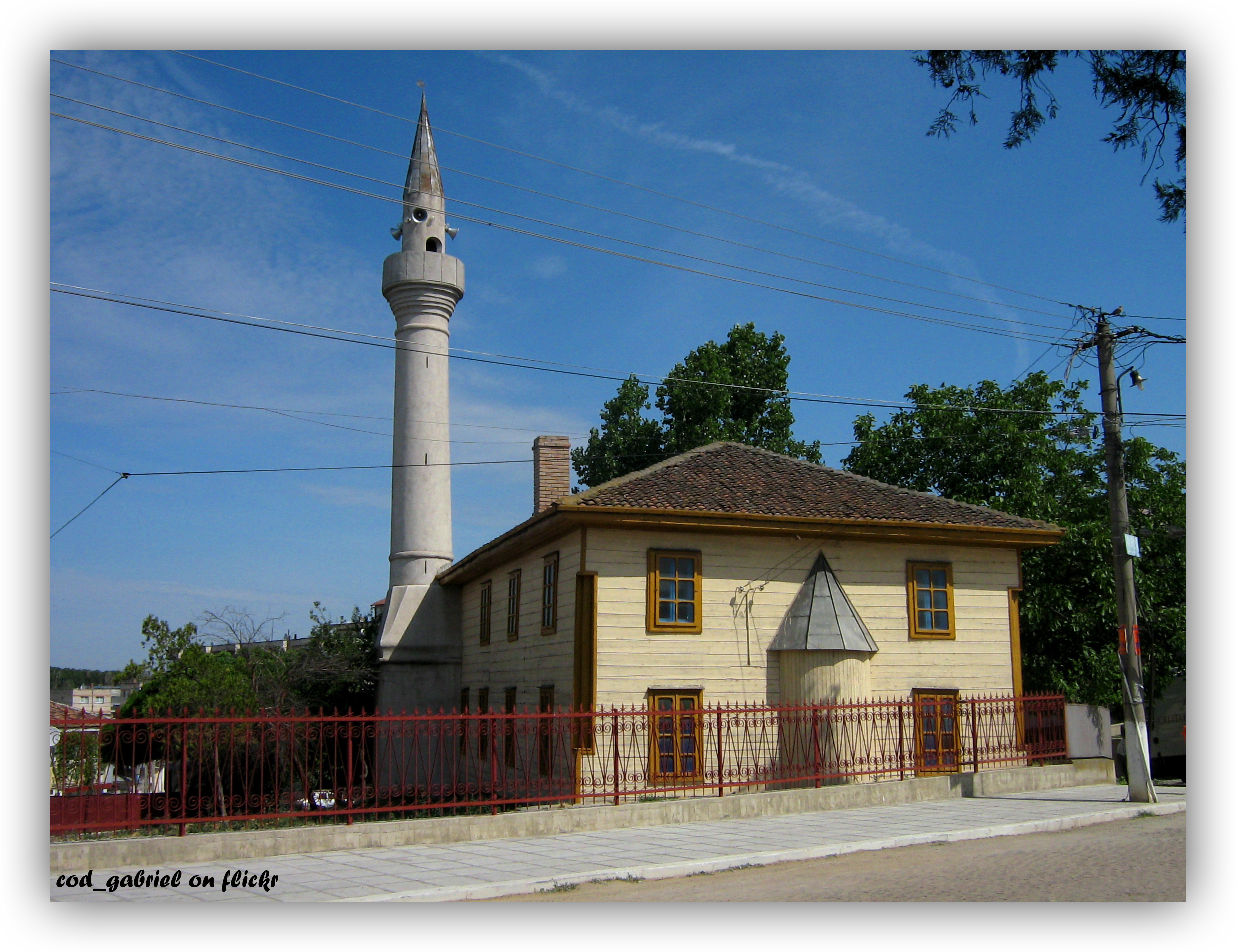
مسجد في ماتشين، على الطراز العثماني.

بناءً على معاهدة ياش عام 1206 هـ، توسَّطت إنكلترا وهولندا وبروسيا بين العثمانيين والروس على أن تعود الأفلاق والبغدان للدولة العثمانية، وأن تعترف الدولة العثمانية في المقابل بسيادة روسيا على القرم وبسارابيا ومدينة أوزي وجزءٍ من بلاد الشركس.
في ممالك الدانوب، كانَ للهيمنة العثمانية تأثيرٌ عامٌّ منخفضٌ على السكان المحليين، وكان تأثير الإسلام في حدّ ذاته أقل بكثير. حيث تمتَّعت كل من الأفلاق والبغدان بدرجةٍ كبيرة من الحكم الذاتي، وشهد تاريخهما الكثير من فترات التمرد والاستقلال اللحظي المؤقت. بعد عام 1417، عندما هيمنت الدولة العثمانية على الأفلاق بقوَّة، ضُمَّت مدن تورنو ماغوريله وجورجيو قضائيًّا وبحكمٍ قسري حتى معاهدة أدرنة عام 1829 (وامتدَّت هذه الحال لفترة قصيرة إلى برايلا في عام 1542). أعلنت روسيا الحرب على العثمانيين، وتمكَّنت من احتلال البغدان والأفلاق، وعينت عليهما حاكمًا من قبلها، ثم كانت الفاجعة باحتلالها مدينة أدرنة، وغدت قاب قوسين أو أدنى من إسطنبول، فأسرعت إنكلترا وفرنسا بوقف تقدم روسيا، وذلك ليس من أجل العثمانيين ولكن لأنَّ وصول روسيا إلى إسطنبول يهدد مصالحما، ولذلك عقدت معاهدة أدرنة ونصَّت على عودة الأفلاق والبغدان ومقاطعة دبروجة وقارص وأرضروم إلى العثمانيين.

### ما بين القرنين السابع عشر والتاسع عشر

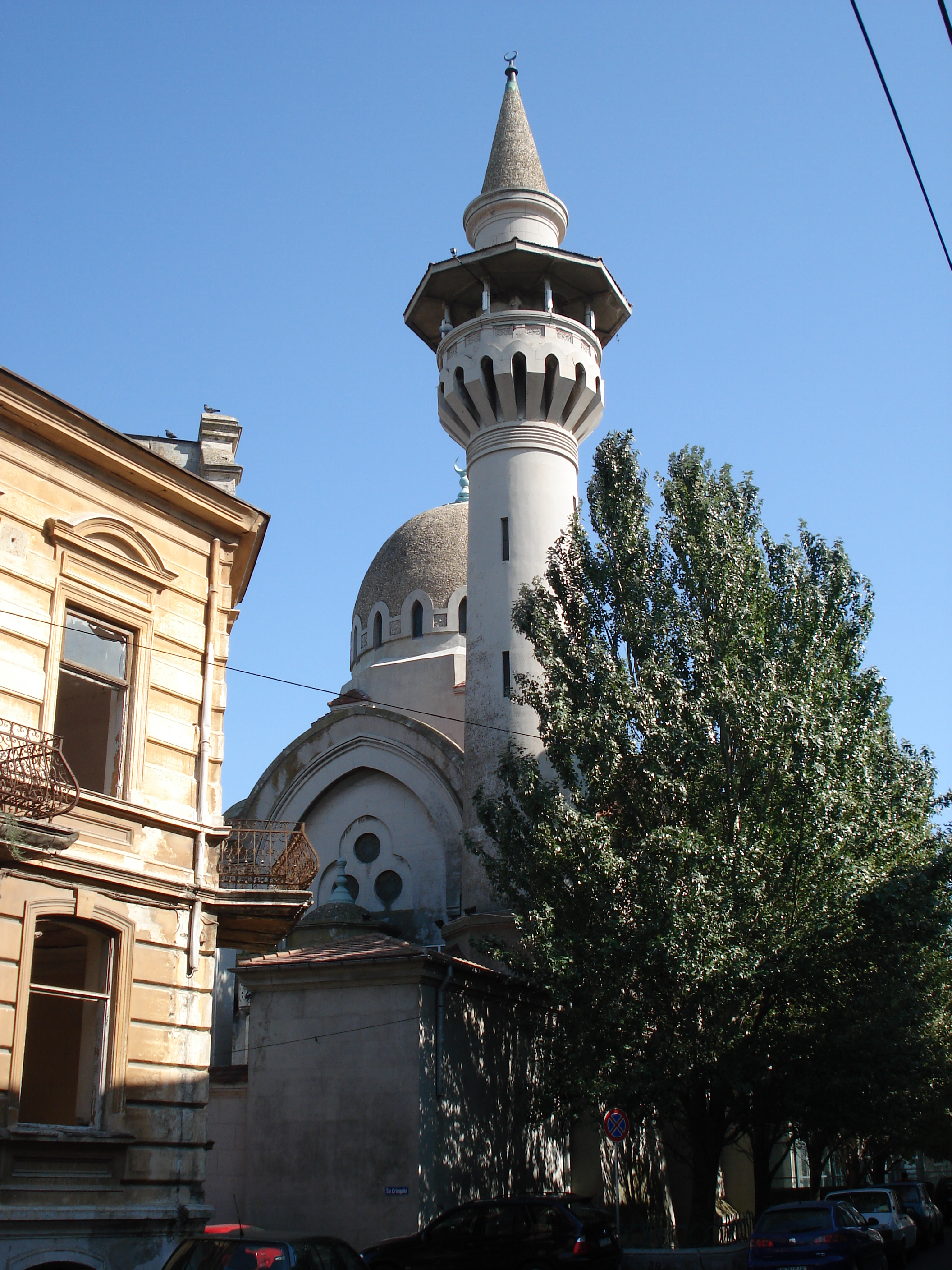
مسجد كونستانتسا في كونستانتسا.

بحلول القرن السابع عشر ووفقاً لمذكرات الرحالة أوليا جلبي، كانت دبروجة أيضًا موطنًا لمجتمع متميّز مختلطٍ من المسلمين والسكان الأفلاقيّين الأصليّين. بالإضافة إلى ذلك، التزم جزءٌ من المجتمع الغجري الدبروجاني بالتقاليد الإسلامية، ويُعتَقد أنَّ دخول هذه التقاليد إلى عامة الأفلاقيين بدأ مع مجموعات من الغجر الذين خدموا في الجيش العثماني خلال القرن السادس عشر. وقد دخلت المنطقة كذلك شعوبٌ تركية لم تستقر في المدن أو القرى، إنَّما عاشت بصورة بدوية. إلى جانب دبروجة، كان جزءٌ من رومانيا الحالية تحت الحكم العثماني منذ عام 1551 وحتى 1718م، وقد شمل ذلك إيالة طمشوار (منطقة بانات من غرب رومانيا) وأراد (حكمها العثمانيون في فترة 1551-1669) وأوراديا (1661-1699). وقد استقرَّ آلاف المسلمين في هذه المناطق أثناء خضوعها للسَّيطرة العثمانية، إلا أنَّهم هُجِّروا منها قبل أن تسيطر عليها مملكة هابسبورغ النمساوية.
كان للمسلمين وجودٌ كبير في ممالك الدانوب، وقد تألَّفوا بالدرجة الأولى من التجار الأتراك العثمانيين ومجتمعاتٍ صغيرةٍ من الغجر المسلمين. في وقت لاحق أثناء قوانين يونان الفنار وكثرة الحروب الروسية العثمانية، تمركز الجنود العثمانيون على أراضي الأفلاق للإغارة على الحدود الروسية.
بعد غزو خانات القرم من قبل الإمبراطورية الروسية عام 1783، لجأ كثير من التتار المسلمين إلى دبروجة، وخصوصاً حول مدينة مجيدية. في ذلك الوقت، أصبحت جالية تتار القرم أكبر جالية في المنطقة بأسرها. كما بدأ النوغايس بالتوافد إلى الأفلاق بدورهم قادمين إلى بودجاك عقبَ انتهاء الحرب الروسية العثمانية (1806-1812)، عندما تم التنازل عن بودجاك وبيسارابيا، فاستقرَّ هؤلاء في شمال مقاطعة تولتشيا-إيساتشيا وباباداغ. كانت كهوتين الرومانية - وهي جزءٌ من البغدان - مكان ولادة الصدر العثماني الأعظم علمدار مصطفى باشا، كما وُلِدَ الصدر الأعظم بيندرلي علي باشا (1821-1828) في بيندر برومانيا.
خلال نفس الفترة، أعيد توطين مجموعاتٍ كبيرة من الأديغة (حوالي 200,000 نسمة) واللاجئين من حرب القوقاز في دبروجة وشمال بلغاريا على أيدي العثمانيين، خصوصاً في القرى والبلدات ذات الغالبية الشركسية، وهي إيساتشيا وسلافا تشيركيازا وكروتشيا وهوريا ونيقولاي بالتشيسكو. خلال فترة 1860-1869، غادر عددٌ كبيرٌ من النوغايس منطقة القوقاز هرباً من الغزو الروسي، فانضمُّوا بدورهم إلى جموع اللاجئين في دبروجة.
وسُرعَان ما اندمجت في هذا المجتمع التتاري التركي مجتمعاتٌ إسلاميةٌ أخرى استوطنت رومانيا، وكان من بينها العرب (مجموعة من 150 أسرة من فلاحي ولاية سوريا، وفدوا في فترة 1831-1833)، إضافةً إلى الأكراد والفرس.

### المملكة الرومانية

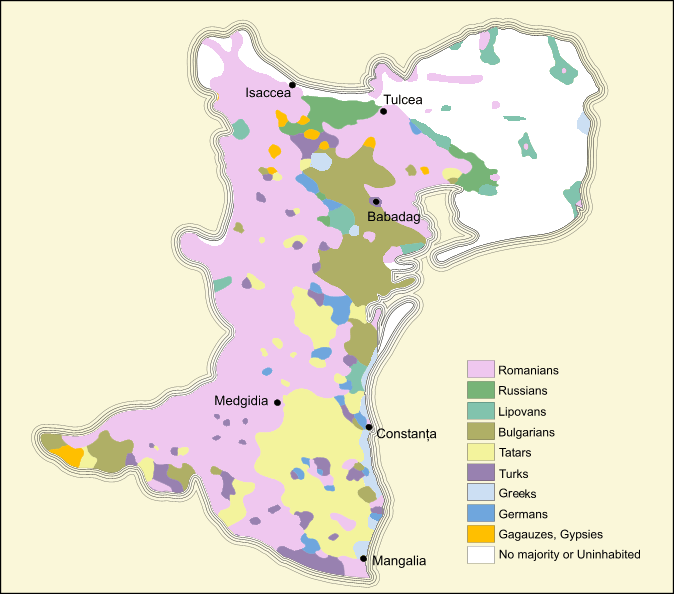
التتار (اللون الأصفر) والأتراك (اللون البنفسجي الغامق) في شمال دبروجة عام 1903.

تم طرد التتار من مقاطعة تولتشيا من قبل القوات الروسية خلال الحرب الروسية العثمانية (1877-1878). وفي أعقاب الصّراع الروسي العثماني وعقد مؤتمر برلين، وافقت الحكومة الرومانية بقيادة إيون براتيانو (Ion Brătianu) على توسيع نطاق الحقوق المدنية لغير المسيحيين. وقد بني في عام 1923 نصبٌ تذكاريٌّ على شكل مسجد صغير في حديقة كارول في العاصمة الرومانية بوخارست، علامةً على المصالحة بين المسلمين والمسيحيين بعد الحرب العالمية الأولى. وقد وُجِد آنذاك مجتمع مسلم صغير يقيم في جزيرة أده قلعة (Ada Kaleh) في نهر الدانوب، جنوب بانات، وجعل موقع الجزيرة الإستراتيجي منها مكاناً هاماً في صراع الدولة العثمانية مع هابسبورغ، وكانت جُزءًا من الدولة العثمانية، ثم أصبحت في وقت لاحق تابعة للإمبراطورية النمساوية المجرية، والتي نُقِلَت ملكيتها إلى المملكة الرومانية في عام 1923، وفي عام 1968، تم إخلاء الجزيرة من السكان (حوالي 600 تركي) بسبب المياه التي غمرتها، وأصبح لهم الحق باختيار العيش إما في رومانيا أو العودة إلى تركيا.
في نهاية حرب البلقان الثانية عام 1913 تأسَّست المملكة الرومانية، وضمت جنوب دوبروجا، وقد كان أكثر من 50% من سكانها ذوي أصول تركية (تم التنازل عن المنطقة لبلغاريا في عام 1940). ظلَّت خاضعة لسلطة رومانيا بعد الحرب العالمية الأولى، وكان عدد سكانها آنذاك 7 ملايين منهم 200,000 من المسلمين (نحو 3%)، وكان معظم هؤلاء يعيشون في منطقة دبروجة (ما يصل إلى 178,000 نسمة). ومنذ عام 1877، كانت قيادة المجتمع الإسلامي تتألَّف من أربعة مفتين منفصلين، انخفض عددهم خلال الفترة بين الحربين العالميَّتين، فوقتها كان هناك مفتيان، واحدٌ لمدينة كونستانتا والآخر لتولتشيا، وأخيراً وُحِّدت المؤسستان عام 1943 تحت لواء مفتي واحدٍ في كونستانتا. خارج دوبروجا، ترك وجود عددٍ صغير نسبياً من الألبان المسلمين بصمة ثقافية: ففي عام 1921، تم الانتهاء من أول ترجمة للقرآن إلى اللغة الألبانية على يد إيلو ميتكي قافيزيزي (Ilo Mitke Qafëzezi) في ولاخيا بمدينة بلويشت.

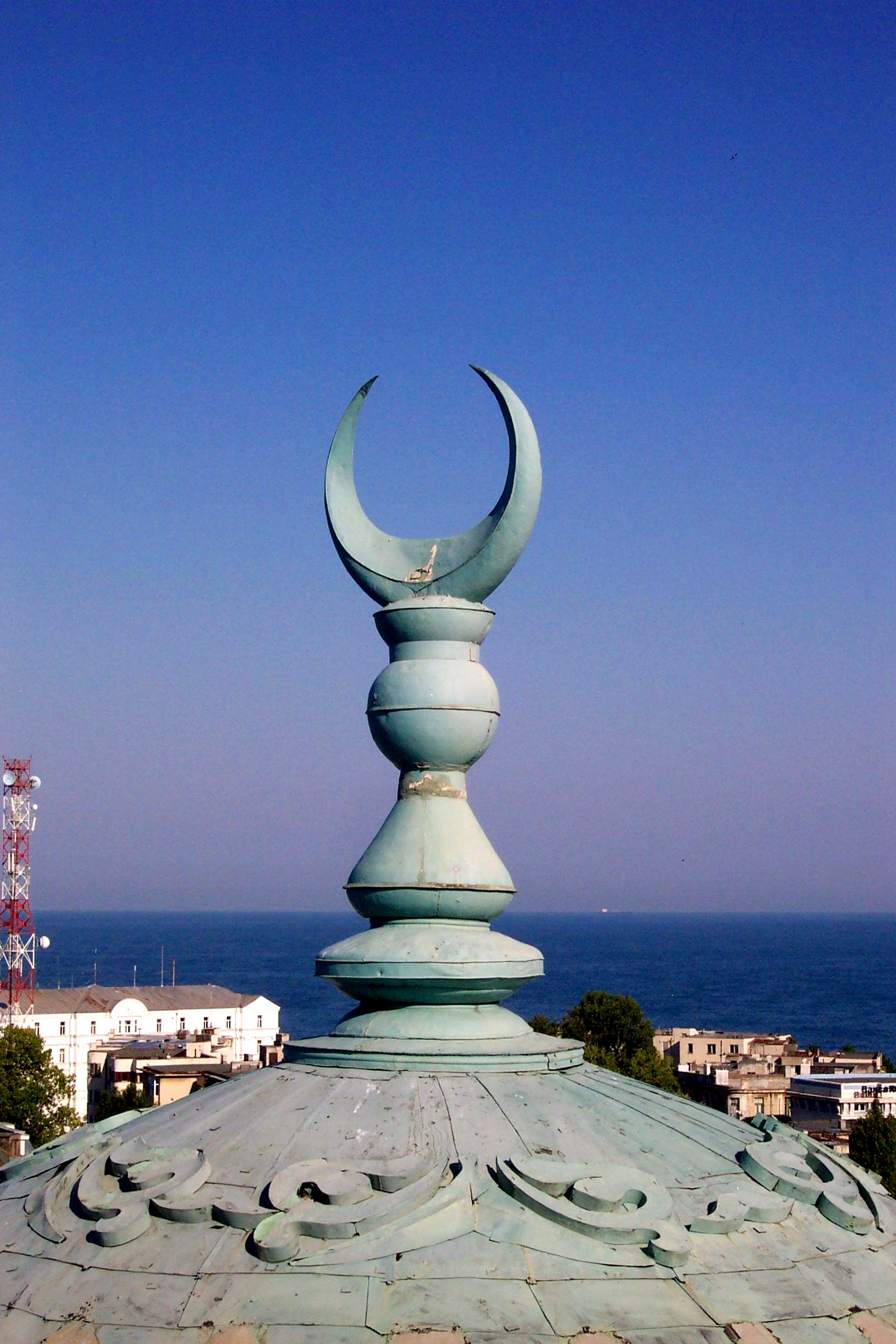
قبة مسجد كونستانتسا، وعلى رأسها هلال.

حتى نهاية الحرب العالمية الثانية والفترة التي أعقبتها، حظي المجتمع الإسلامي في رومانيا - سواءً المحافظ دينياً أو غير السياسي - بدرجة من التسامح والحرية الدينية، ومع ذلك فمنذ عام 1910، انخفض عدد المسلمين بصورة كبيرة وهاجر سكان الكثير من القرى ذات الأغلبية الإسلامية.

### الشيوعية وما بعد الثورة
تعرَّض المجتمع الإسلامي في الدوبرجيان للقمع الثقافي في الحقبة الشيوعية في رومانيا. فبعد عام 1948، أصبحت جميع ممتلكات المؤسسات الإسلامية السَّابقة ملكاً للدولة، وفي العام التالي، أنشأت إدارة الدولة والنظام التعليمي الإجباري العلماني فصولاً خاصَّةً للأطفال من التتار والأتراك، بهدف استيعاب المجتمع التتاري. لكن حدث عقب ذلك خلافٌ في الدولة أدى إلى إيقاف عمل هذه الفصول في نهاية عام 1957، فأقصي التعليم باللغات التتارية والتركية وتوقَّف في عام 1959، وتم إغلاق المدرسة الإسلامية في مجيدية في ستينات القرن العشرين.
رغم ذلك ووفقاً للمؤرخ زاشاري إروين، فقد كانت كافَّة أنواع القمع والاضطهاد التي مارسها الحكم الشيوعي على الأقليات المسلمة في رومانيا أقلَّ وطأةً ممَّا كانت عليه في بلدان أخرى بأوروبا الشرقية، وكانت التدابير التي اتُّخذت بحقّ المسلمين أقل حدة من تلك التي اتخذت بحق الطوائف الأخرى مثل الكاثوليك والبروتستانت الرومانيين. في هذه الفترة، كان يمثل المفتي محمد يعقوب مدينة بوخارست، بينما تولى الإمام سالي رجب المجتمع في الجمعية الوطنية الكبرى خلال سنوات حكم نيكولاي تشاوتشيسكو. في الثمانينات، زار وفدٌ من مسلمي رومانيا إيران بعد نجاح الثورة الإسلامية، وانضمَّ مسلمو رومانيا كذلك إلى الهيئات الدولية التي ترعاها كل من ليبيا والمملكة العربية السعودية.
بعد الثورة الرومانية في 1989، أضيفت اللغات التتارية والتركية مرَّة أخرى إلى المناهج الدراسية الرومانية في المناطق المسلمة، وفي عام 1993 أعيد فتح المدرسة الإسلامية في مجيدية، وهي ثانوية تربوية سُمِّيت يعد ذلك باسم الرئيس التركي السابق مصطفى كمال أتاتورك. حافظ الممثلون الرسميُّون للمجتمع الروماني المسلم على علاقاتٍ وثيقةٍ مع منظمات دولية غير حكومية، مثل رابطة العالم الإسلامي.

## المساجد
يوجد في رومانيا 74 مسجداً، منها 24 من المساجد الأثرية القديمة. من أقدم مساجد البلاد مسجد أسمهان سلطان (الذي بني سنة 1573م)، وهو يضم مقبرة أثرية تطل على شاطئ البحر الأسود في مدينة مانغاليا الساحلية، بالقرب من الحدود مع بلغاريا. من المساجد القديمة الأخرى مسجد هونكيار (بني سنة 1278هـ/1868م) المجاور لمبنى دار الإفتاء في مدينة كونستانتسا، ومسجد أنادولكيوى، ومسجد باباداغ، ومسجد همزجا، ومسجد العزيزية في تولتشيا وغيرها. وتوجد في البلاد 108 مقابر إسلامية.

## الجمعيات الإسلامية
يرأس الطائفة المسلمة في رومانيا المفتي، ويساعده المجلس الإسلامي الذي يتكوَّن من 23 عضواً. يقع مقر دار الإفتاء والمجلس في مدينة كونستانتسا. وتوجد جمعيات في مناطق الأقليات المسلمة، كما يوجد عددٌ من المساجد المغلقة بسبب عدم تواجد عددٍ كافٍ من الأئمة، وتزيد هذه على 30 مسجداً.
بالنسبة للمؤسسات الدعوية، فتوجد بعض المؤسسات العربية بالبلاد، مثل: مؤسسة طيبة العالمية ومدرسة الهلال الإسلامية ومؤسسة المركز الثقافي الإسلامي، وبعض المؤسسات التركية، كـمؤسسة أفراسيا، التي تقيم نشاطات عامَّة بين الجالية التركية، وتنشئ مراكز لتعليم القرآن، وكذلك مؤسسة التونا، التي تقيم مراكز لتعليم القرآن. ومعظم هذه المؤسَّسات تعمل إما في المشروعات الدعوية أو الإغاثية أو كِليهما، وهناك تنسيق وتعاون بين هذه المؤسسات الإسلامية في مجالات الدعوة.

## أعلام مسلمون في رومانيا
- رائد عرفات: (24 مايو 1964، دمشق، سوريا) طبيب متخصّصٌ في الإسعاف الأولي في رومانيا، من أصل فلسطيني. أسَّس مؤسسة SMURD. في عام 2003 حصل على وسام من الرئيس الروماني إيون إيليسكو، وفي عام 2006 حصل على وسام آخر من الرئيس الروماني ترايان باسيسكو تقديرًا لجهوده في مساعدة الناس.
- يلياش كولتشياغ: (ولد 1710-1743) قائد عسكري مولدافاني ومرتزق. دخل في الجيش العثماني وأُرسل لأول مرة إلى البوسنة والهرسك، وهناك أسلم وغيَّر اسمه إلى حسين.
- تحسين جميل: (من مواليد 21 سبتمبر 1943) مؤرخ ومترجم ودبلوماسي وسياسي روماني. شغل منصب عضو في مجلس النواب بين عامي 1990 و1996، وكان سفيرًا في أذربيجان (1998-2003) وفي تركمانستان (منذ 2004). قام بتأليف أكثر من 100 كتاب ومصنَّف عن الدولة العثمانية والتاريخ الروماني، وقد ترجم وثائق مكتوبة باللغة التركية العثمانية إلى الرومانية. وهو أستاذ في جامعة أوفيديوس في كونستانتا.
- نيجيات سالي: (من مواليد 4 سبتمبر 1953) اقتصادي وسياسي روماني، وهو عضو في الاتحاد الديمقراطي التركي الإسلامي التتاري في رومانيا (UDTTMR) وعضو سابق في مجلس النواب في فترة 2000-2004. يعود أصله إلى عرق التتار، وتخرَّج من أكاديمية بوخارست للدراسات الاقتصادية.
- سيفيل شحادة: (من مواليد 4 ديسمبر 1964) سياسية رومانية ذات أصول تتارية وعضو في الحزب الديمقراطي الاشتراكي الروماني، تم ترشيحها لمنصب رئاسة الوزراء في البلاد.

## جزيرة أده قلعة

صورة قديمة لمسجد أده قلعة.

أده قلعة (بالتركية: Adakale)‏ هي جزيرة صغيرة كانت تقع على نهر الدانوب، وكان معظم سكانها من الأتراك المسلمين، إلا أنَّها غرقت بسبب بناء بوابة محطة الكهرباء الحديدية الأولى الكهرومائية في عام 1970. كانت تَبعد حوالي 3 كم عن مصب أورشوفا، ومثَّلت جيباً داخلياً تركياً في رومانيا، وقامت فيها العديد من المساجد والأزقَّة الملتوية، وكانت معروفة كميناء حر يعج بالمُهرّبين. عاشت العديد من الجماعات العرقية الأخرى في الجزيرة إلى جانب الأتراك. بلغ طول الجزيرة 1,7 كم وعرضها 500 متر.

### تاريخ الجزيرة
في عام 1699، دخلت الجزيرة سيطرة الدولة العثمانية، ولكن في فترة 1716-1738 استعادها النمساويُّون وبنوا فيها حصن أورشوفا الجديد، وكان ذلك على يد نيكولاس دوكسات دي ديموريت (Nicolaus Doxat de Démoret)، وهو عقيد نمساوي من أصل سويسري. بعد حصار دام أربعة أشهر في عام 1738، استعادت الدولة العثمانية الجزيرة مرة أخرى، إلا أنَّ النمسا أخذتها مجدداً في عام 1789، حتى اضطرَّت في آخر الأمر لإرجاعها إلى الدولة العثمانية وفقاً لمعاهدة سيستوفا في 4 أغسطس 1791، التي أنهت الحرب النمساوية العثمانية (1787-1791).
في 24 يوليو 1923، تنازلت تركيا رسمياً عن أده قلعة لرومانيا حسب المادَّتين 25 و26 من معاهدة لوزان، من خلال الاعتراف رسمياً بالأحكام المتصلة بمعاهدة تريانون. قام الملك كارول الثاني بزيارة للجزيرة في عام 1931، ورئيس وزراء تركيا سليمان ديميريل في 13 سبتمبر 1967. اعتمد السكان في المقام الأول للعيش على زراعة التبغ وصيد الأسماك والسياحة، في سنواتها الأخيرة قبل الغرق، تراوح عدد سكان الجزيرة ما بين 600 و1,000 نسمة. وقد بُني عليها مسجد أده قلعة، الذي يرجع تاريخه إلى عام 1903، في موقع دير الفرنسيسكان في وقت سابق. نقلت السجادة من المسجد، التي أهداها السلطان العثماني عبد الحميد الثاني، إلى مسجد كونستانتسا في عام 1965.

## الصور

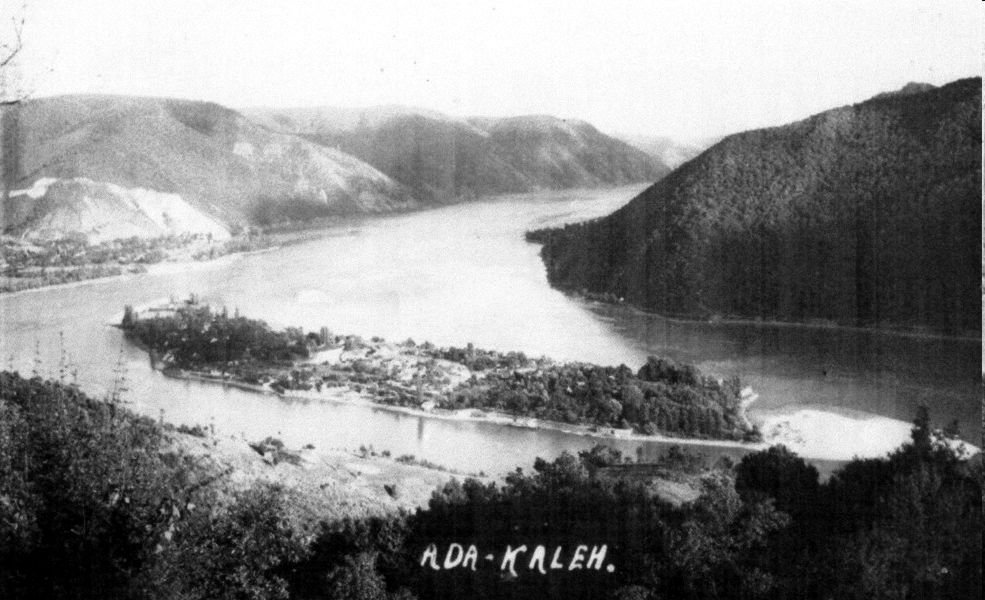
أده قلعة في رومانيا
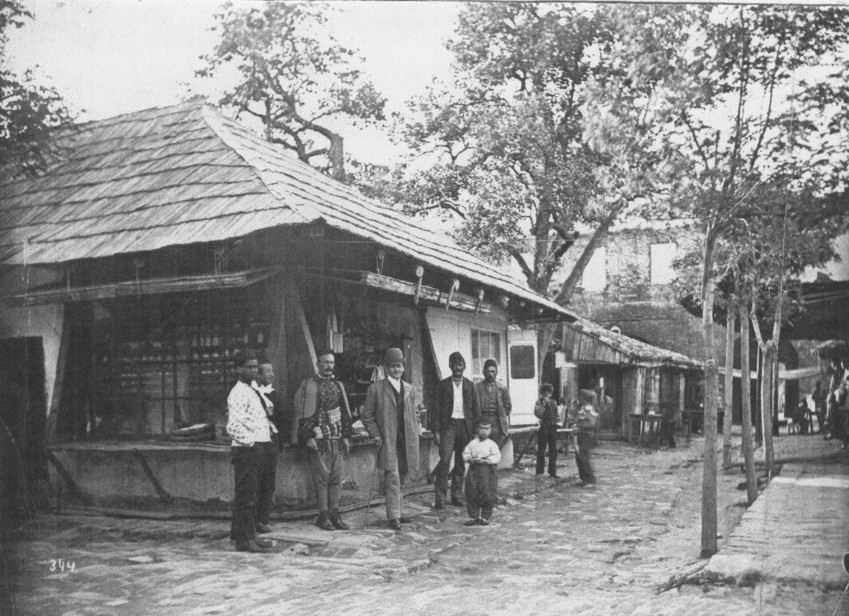
بازار أده قلعة
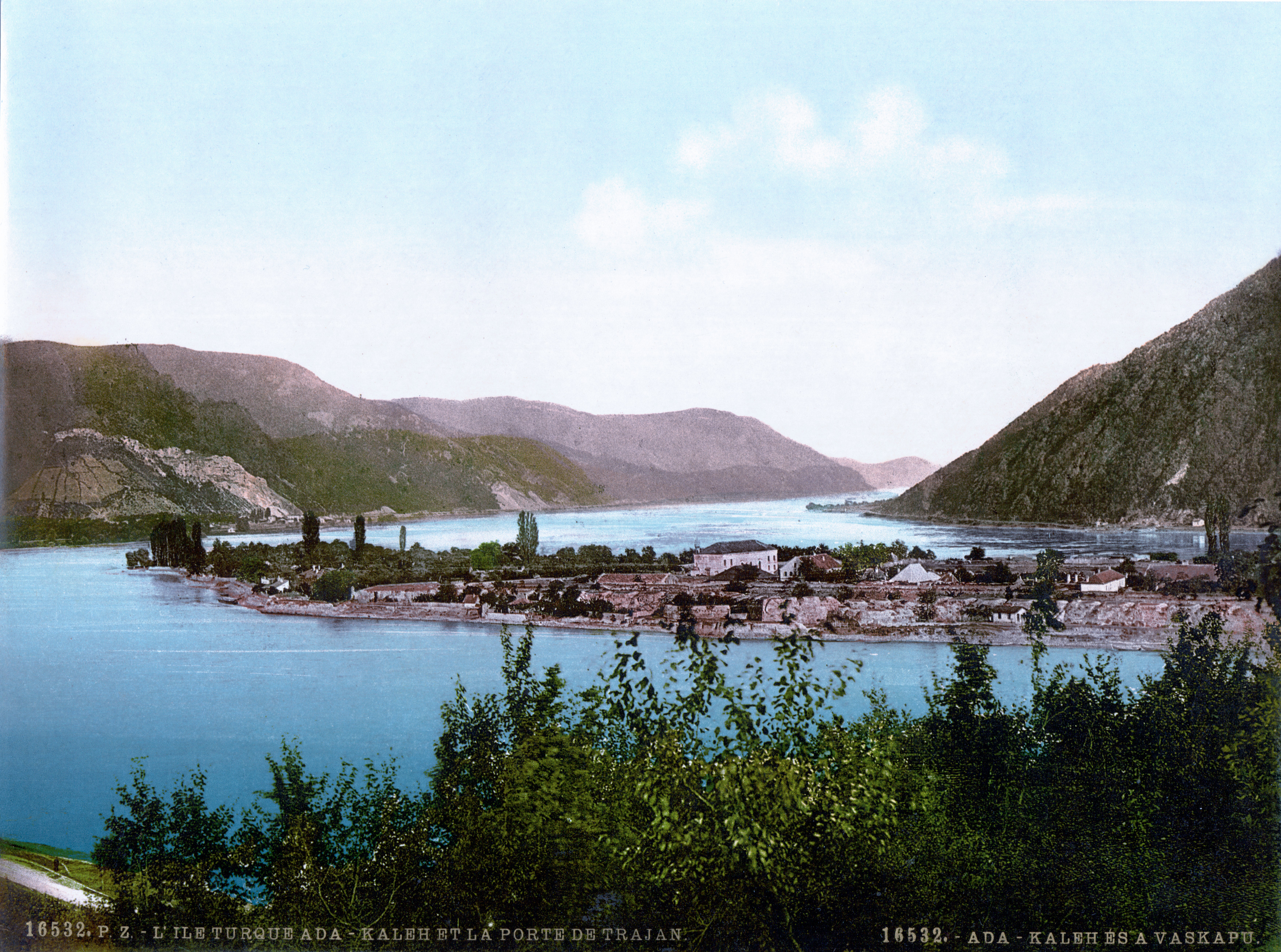
عرض آخر من جزيرة أده قلعة
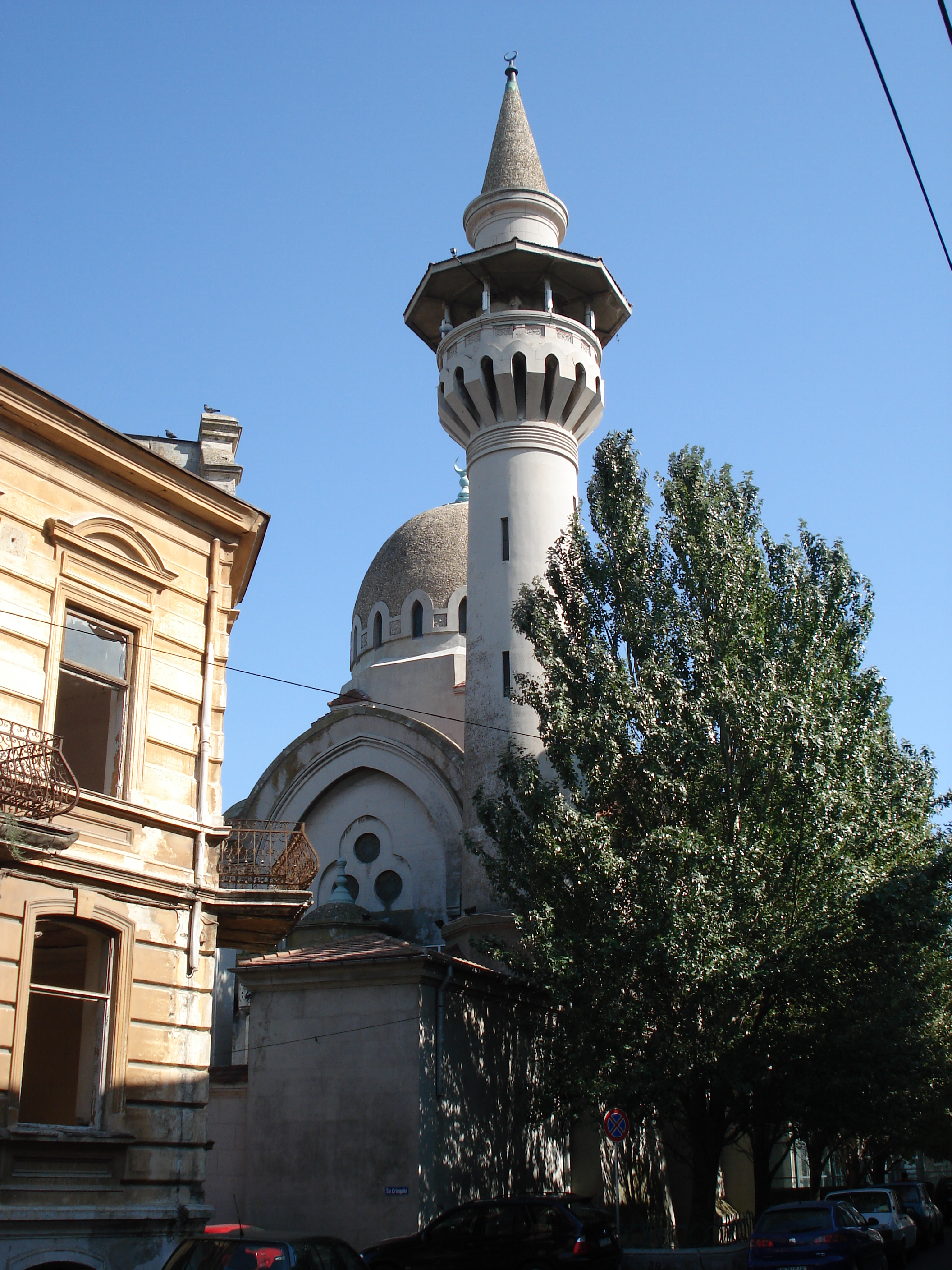
مسجد كونستانتسا وتم بناءه عام 1910
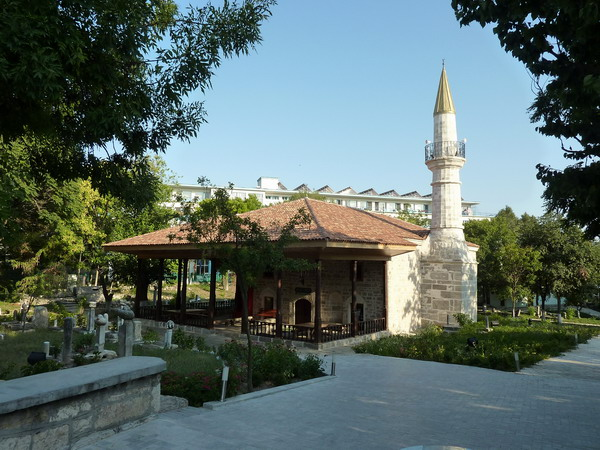
مسجد أسمهان سلطان يقع في مانغالايا وهو أقدم معلم إسلامي من رومانيا. وتم بنائه عام 1575م

## حواشي
- Lucian Boia, History and Myth in Romanian Consciousness, الجامعة الأوروبية المركزية، Budapest, 2001. ISBN 963-9116-96-3
- Ioana Feodorov, "Ottoman Authority in the Romanian Principalities as Witnessed by a Christian Arab Traveler of the 17th Century", in B. Michalak-Pikulska, A. Pikulski (eds.), Authority, Privacy and Public Order in Islam: Proceedings of the 22nd Congress of L'Union Européenne des Arabisants et Islamisants, Peeters Publishers, Leuven, 2006, p. 295-303. ISBN 90-429-1736-9
- Zachary T. Irwin, "The Fate of Islam in the Balkans: A Comparison of Four State Policies", in Pedro Ramet (ed.), Religion and Nationalism in Soviet and East European Politics, Duke University Press, Durham & London, 1989, p. 378-407. ISBN 0-8223-0891-6

## وصلات خارجية
- الرابطة الإسلامية والثقافية في رومانيا
- دار الإفتاء الرومانية (بالرومانية)(بالتركية)
- رابطة الثقافة الإسلامية في رومانيا (Liga Islamică şi Culturală din România)، منظمة غير حكومية للطلاب المسلمين في رومانيا (بالرومانية)
- الجمعية الإسلامية في رومانيا (Asociaţia Musulmanilor din România)، منظمة غير حكومية للمسلمين الرومانيين (بالرومانية)